# Punk hardcore italien
Le terme punk hardcore italien, souvent appelé hardcore italien (Italian hardcore) par les fanzines et magazines de l'autre côté à l'international, fait référence au punk hardcore produit en Italie et développé dans le cadre du punk hardcore européen ayant émergé au début des années 1980. Dans ce contexte, il est, avec le punk hardcore suédois, un point de référence pour de nombreux groupes de hardcore dans le monde entier,,. En général, les groupes italiens de punk hardcore se caractérisent par l'appartenance sociale de leurs membres à la classe ouvrière et par des liens étroits avec le monde des centres sociaux. Par rapport à ce qui a été nommé la « première vague » du punk italien, les « punks » de la scène ultérieure se distinguaient par leurs thèmes presque exclusivement politiques, tels que la guerre froide, le danger de l'énergie nucléaire ou la base de l'OTAN à Comiso. L'influence de groupes comme Crass et Discharge était forte. Parmi les groupes les plus importants, citons Wretched, Raw Power, Negazione, Indigesti et Declino.
La scène évolue depuis, avec des groupes underground comme Vetro, Anti-Tetanika, Skifo et Intothebaobab, mais aussi des groupes à succès comme Arturo, Woptime et Cripple Bastards.

## Histoire

### Origines

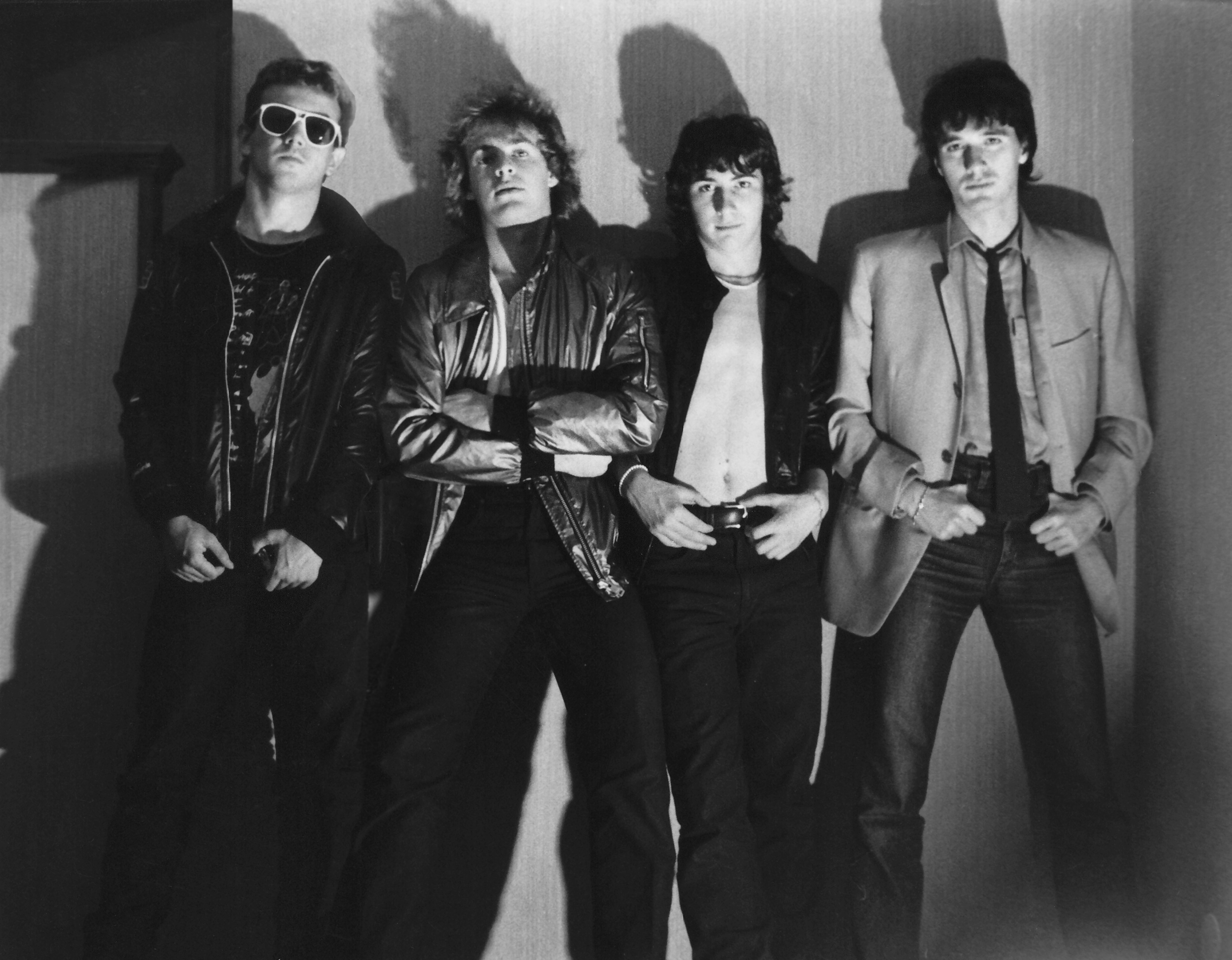
Decibel en 1979.

L'année 1977 est conventionnellement reconnue comme l'année de l'explosion, dans le monde occidental, du mouvement punk, et si dans le monde anglo-saxon on peut compter de nombreux précédents et inspirateurs de ce mouvement, l'évolution du punk italien, peut-être aussi en raison d'une plus grande fermeture des labels discographiques et du monopole d'État de la télévision et de la radio, suit sa propre dynamique. La première vague punk italienne trouve un terrain fertile, dès ses débuts, dans le mouvement de 1977 et est soutenue dans sa diffusion par les premières radios libres nées en 1976, année où le Centro d'Urlo Metropolitano de Bologne (futur Gaznevada) compose sa chanson Mamma dammi la benza, l'une des premières chansons punk rock italiennes diffusées assidûment par la station de radio mouvementiste Radio Alice. C'est à Bologne qu'est fondé le Harpo's Music d'Oderso Rubini (qui deviendra plus tard Italian Records), l'un des premiers labels italiens à s'intéresser aux nouvelles sonorités et producteur non seulement de Gaznevada, mais aussi de Skiantos, Windopen et Luti Chroma. Les premiers fanzines, tels que le Red Ronnie Bazaar, sont également nés ici et de nouveaux groupes font l'objet de critiques dans des magazines de bandes dessinées tels que Cannibale et Il Male.
Le Bologna Rock, un festival organisé au palasport de Bologne et qui réunit sur scène les groupes de renom de la scène punk rock et new wave bolonaise de l'époque, est également important à cet égard : Gaznevada, Windopen, Luti Chroma, Skiantos, Bieki, Naphta, Confusional Quartet, Andy J. Forest, Frigos et Cheaters. La Disco d'Oro était fondamentale en tant que salle de concert, mais aussi en tant que point de rencontre.
La scène du Great Complotto à Pordenone et les groupes du centre social Santa Marta à Milan, base de Cramps Records et école de musique où Demetrio Stratos enseignait dans les dernières années de sa vie, méritent également d'être évoqués dans cette première phase. Parmi eux, les Dirty Actions, le Kandeggina Gang, dans lequel jouait Giovanna Coletti, et le Kaos Rock de Gianni Muciaccia. À Milan, on trouve également les Decibel, qui sortent en 1979 l'album Punk chez Shel Shapiro's Spaghetti Records, et à Rome, les Elektroshok, qui, en 1979, dans une entrée sur le punk italien dans l'Enciclopedia del Rock (Fratelli Fabbri Editore, 1979) de Nick Logan et Bob Woffinden, sont mentionnés pour un concert au cours duquel le chanteur fait couler du sang sur scène avec une seringue et le jette ensuite sur le public.
Parallèlement à ces groupes, un mouvement punk rock à matrice anarchique a également commencé à émerger en Italie, s'inspirant de groupes tels que Crass, Subhumans, Poison Girls ou Discharge. C'est le cas de RAF Punk, Bacteria, Sottocultura, Stalag 17 et Nabat (de Bologne) ou Blue Vomit et HCN HCN (de Turin), Chelsea Hotel de Piacenza, Stigmathe de Modène, S.I.B de Cesena et The Wogs (de Bari), tous nés en 1979. La même année naît Rockerilla, le premier magazine italien à traiter exclusivement des nouvelles tendances du rock international. Le magazine comprend une rubrique en trois parties intitulée Italia la punk, dirigée par Alberto Gorrani.

### Première vague

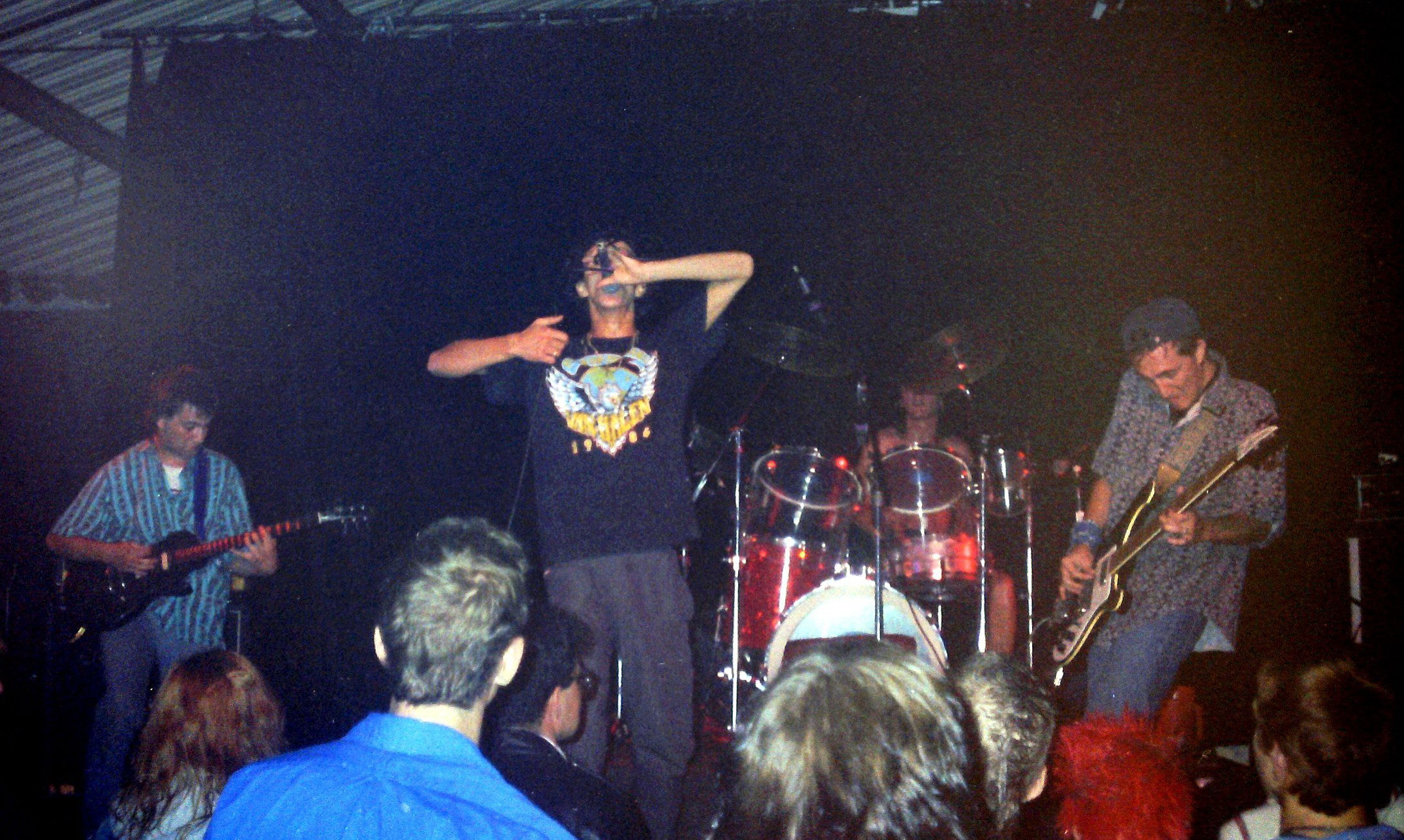
Indegesti en concert en 1986.

Diego Nozza, dans son ouvrage Hardcore. Introduzione al punk italiano degli anni ottanta, trace une ligne de démarcation imaginaire entre la première et la deuxième scène punk italienne (plus liée aux sons anarcho-punk et punk hardcore) dans la protestation de RAF Punk au concert de Clash organisé par le conseil municipal de Bologne sur la Piazza Maggiore en 1980. Au cri de « Crass not Clash », dans un communiqué rédigé par Jumpy Velena et distribué au public, qui est également publié dans son intégralité par Ciao 2001, les punks bolonais accusent les Clash de mensonge idéologique pour avoir signé avec la major CBS. L'événement a ainsi mis en évidence la présence d'une scène anarcho-punk vivante en Italie. D'autres tirent un trait en février 1982, lors de la fondation du centre social Virus à Milan, l'un des premiers lieux fortement engagés dans la scène italienne. Mais c'est entre ces deux dates que se forme progressivement en Italie aussi un tissu de production et de distribution qui unit les villes et les provinces de la péninsule du nord au sud. Ce circuit, alternatif à celui des majors, est constitué de labels indépendants, d'autoproduction de disques et de cassettes, de centres sociaux, de fanzines photocopiés et de distribution postale, formant ainsi un véritable réseau en connexion avec d'autres réseaux disséminés dans le monde.
La coutume de nombreux fanzines de joindre à la revue une compilation des nouveaux groupes, en plus de constituer désormais une documentation considérable, transforme les éditeurs DIY en véritables labels indépendants, comme ce fut le cas pour Attack Punkzine (de Bologne) ou T.V.O.R. Teste Vuote Ossa Rotte (de Côme). C'est dans ces contextes que des groupes et des musiciens importants pour l'évolution future de la scène publient leurs morceaux : le 5° Braccio, le Kollettivo, les Anna Falkss, les Holocaust (de Gianluca Lerici), les Indigesti, le Disper-Azione, Peggio Punx, Reig, Dioxina et bien d'autres. Et nombreuses sont les compilations mémorables de cette première phase et des années suivantes : parmi celles-ci, citons Schiavi nella città più libera del mondo et Papi, Queens, Reichkanzlers e Presidenti chez Attack Punk Records, les deux albums édités par Giulio Tedeschi de Meccano Records intitulés Raptus et Raptus Negazione e Superamento définis comme « l'une des collections emblématiques de la toute première génération hardcore italienne », et Goot from the Boot édité par Spittle Records. En septembre 1982, la première tentative de rassembler les collectifs des différentes villes dans un fanzine qui agirait comme un coagulant pour les petites scènes dispersées dans toute l'Italie, commence. Le fanzine, appelé Punkaminazione, s'arrête au bout de quelques numéros, mais représente tout de même le « premier et seul exemple de réseau punk pré-internet » à l'échelle nationale.
Un rôle important dans la diffusion de la scène italienne dans le monde est joué par Maximumrocknroll, un fanzine né à San Francisco en 1982, qui publiait des articles et des critiques sur les scènes punk hardcore d'autres pays, attirant souvent l'attention sur la scène italienne et lui consacrant même une rubrique temporaire. Le « hardcore italien », est ainsi largement acclamé à l'étranger, à tel point que même désormais, de nombreux groupes américains citent les groupes italiens parmi leurs sources d'inspiration. Outre la scène italienne, la scène punk hardcore suédoise était également très appréciée. En 1984, le label américain R Radical Records de Dave Dictor de MDC, en collaboration avec Maximumrocknroll, sort la double compilation International P.E.A.C.E. Benefit Compilation, comprenant entre autres des groupes tels que Crass, D.O.A., Dirty Rotten Imbeciles, Septic Death, Conflict, Reagan Youth, White Lies, Subhumans, Dead Kennedys, Butthole Surfers, mais aussi des groupes de la scène italienne comme Declino, Negazione, Peggio Punx, Wretched, Contrazione, Impact, Cheetah Chrome Motherfuckers et RAF Punk. La même année, Raw Power est inclus dans la compilation Welcome to 1984, produite par Maximumrocknroll et éditée par Jeff Bale et Ruth Schwartz.
C'est en 1984 que de nombreux groupes italiens sont invités à jouer aux États-Unis ; Raw Power, lors de leur tournée américaine, joue également avec les Dead Kennedys et, pendant la tournée, enregistre son deuxième album intitulé Screams from the Gutter (Toxic Shock Records, 1985) dans le studio de Paul Mahern de Zero Boys. Ils sont suivis par les Indigesti, les Cheetah Chrome Motherfuckers et plus tard par Negazione.
De nombreux critiques et représentants du mouvement font remonter la fin de la première vague de la scène hardcore italienne à la date symbolique du 26 juin 1987, avec le concert d'adieu de Fabrizio Fiegel organisé à Bologne par Negazione, Indigesti et CCM. Non seulement parce qu'Indigesti et CCM se sont dissous peu après, mais aussi parce que la scène commençait à se diviser et à se désintégrer de plus en plus. Progressivement, le mouvement italien se scinde en trois courants de pensée distincts : la frange anarcho-pacifiste inspirée par le modèle communautaire de Crass et des groupes apparentés (Poison Girls, Flux of Pink Indians, etc.), la frange nihiliste et la frange oi! des skinheads, souvent d'inspiration anarcho-syndicaliste et avec un circuit indépendant distinct des deux premiers, accusés d'une approche élitiste et excessivement intellectuelle.

### Années 1990
À la fin des années 1980, les styles du punk hardcore international évoluent de plus en plus, et les sons et les structures deviennent plus complexes, se mélangent et se contaminent avec d'autres genres. D'un côté, le punk hardcore se mêle à des formes plus pop et mélodiques, donnant naissance au hardcore mélodique et à l'emo, de l'autre, les franges du post-hardcore se mêlent au bruitiste, au post-punk et à la no wave. Le point d'union entre les deux extrêmes était souvent l'adhésion à des positions politiques « sans drogue » typiques du mouvement Straight Edge, qui, dans ces années-là, apportait une nouvelle vision du monde et des modes de vie différents, inhabituels dans les contre-cultures. En Italie comme ailleurs, ce nouveau sentiment du mouvement hardcore se développe de plus en plus et apparaît au grand jour en 1989, avec les concerts de Youth of Today à Bologne, Florence, Turin et Milan, puis avec la tournée de septembre de Gorilla Biscuits, qui sont reconnus plus tard comme les événements symboliques qui ont donné le coup d'envoi de la deuxième vague du hardcore italien. Parmi les premiers groupes de cette nouvelle vague, citons Growing Concern (de Rome) et Think Twice (de Venise), puis By All Means (de Modène), Concrete (de Rome) et With Love (de Vénétie), dans lesquels jouait l'artiste Nico Vascellari, qui ont surtout trouvé refuge sur les nouveaux labels Green Records de Padoue et SOA Records de Rome. La compilation live It's Pounding In! (1991, Isola nel Kantiere Production) qui contient des titres enregistrés lors du concert à l'Isola nel Kantiere à Bologne le 17 novembre 1990 par Creepshow, One Step Ahead, Growing Concern, Think Twice et Hide Out.
Il convient de mentionner dans cette phase la contribution importante de groupes tels que Tempo Zero, Frammenti, Eversor, Kina (un groupe) et Nuvolablu, un groupe historique d'Ivrea actif jusqu'en 1996 et dont on se souvient en particulier des deux albums Vivere la luna et Occhi rossi a colazione, ce dernier ayant été publié à titre posthume en 1998 par Love Boat.

## Médias

### Filmographie
- La guerra degli Antò, de Riccardo Milani (1999)
- Punx. Creatività e rabbia (DVD, 2006, Shake Edizioni -  (ISBN 88-88865-34-9))
- Torino Hardcore, d'Andrea Spinelli (2011)
- Laida Bolognas, de Michele Galardini (2011)
- RMHC - Hardcore a Roma 1989-1999, de Giulio Squillacciotti (2012)
- Italian Punk Hardcore 1980-1989, d'Angelo Bitonto, Giorgio S. Senesi, Roberto Sivilia (2015)
- Black Hole - Uno Sguardo Sull'Underground Italiano, de Turi Messineo (DVD, 2015, Eris Edizioni)
- La Scena - Il punk italiano degli anni '90, de Silvia Marchesi et Diego Marchesi